# Macropsis kolarensis
Macropsis kolarensis är en insektsart som beskrevs av Chandrasekhara A. Viraktamath 1980. Macropsis kolarensis ingår i släktet Macropsis och familjen dvärgstritar. Inga underarter finns listade i Catalogue of Life.